# Ifjabb Plinius panegyricusa
A Plinius panegyricusa egy köszönő beszéd (gratiarum actio), amelyet ifjabb Plinius intézett Traianus császárhoz, megköszönve neki consuli kinevezését.

## Ifjabb Plinius
Caius Caecilius Plinius Secundus Minor a szenátori ranglétra utolsó fokozatát 100-ban érte el, amikor Traianus császár javaslatára a szenátus kijelölte a consul suffectus hivatal betöltésére. Ebből az alkalomból mondta el dicsőítő beszédét.

## A panegyricus

### Formai felépítése
A beszéd 95 fejezetből áll, s eléggé terjedelmes: hosszúsága megközelíti a 100 oldalt. Ifjabb Plinius eredetileg nyilván rövidebb formában mondta el, s a végleges kidolgozáskor több részlettel kiegészítette, s így terjedelmét is megnövelte.
A beszéd felépítése mintaszerű:
- Bevezetés (exordium) 1–4. fejezet
- A törzsanyag tárgyalása (tractatio, narratio) 5–89. fejezet
- Megköszöni a consulságot 90–95. fejezet

A mű az istenek segítségének kérésével kezdődik, s azzal is fejeződik be.

### Tartalma
Ifjabb Plinius a senatus és a császár előtt mondta el beszédét, de a senatorokat szólította meg. Hangsúlyozta, hogy a szenátus parancsára mondott köszönetet a legjobb császárnak (optimo principi), s ezzel tüstént kifejezésre juttatta, hogy Traianus alatt a senatus ismét visszanyerte korábbi tekintélyét. Úgy kívánt szólni a császárról, hogy az egyedül rá illjék, másra nem. Szavait nem a félelem vezette, ahogy ez Domitianus alatt történt. Most ugyanis nem zsarnokról, hanem polgártársukról, nem urukról, hanem atyjukról beszélt. A továbbiakban kifejtette, hogy Traianust nem saját szenvedélye, hanem mások számára  leghasznosabb mivolta választotta császárrá. Nerva azért adoptálta, mert a legjobbat választotta ki (dignusque alter eligi, alter eligere). Nem a vér szerinti kötelékei tették Traianust császárrá, hanem az összes közül választották, hogy az minden népnek parancsoljon (imperaturus omnibus eligi debet ex omnibus). Plinius itt részletesen kifejtette korának nagy vitáját az adoptióról, melynek lényege az – amint a sztoikus és cinikus filozófusok tanították –, hogy a legjobbat kell kiválasztani, s ez az istenek akarata is. Bár fenntartás nélkül dicsérte a császárt, beszédének tanító jellege is van. A sok-sok dicséret mögött azért meghúzódik az a gondolat, hogy a szenátus valamiféle ellenőrző szerepet tölt be a mindenható császár fölött. Így megmutatkozik a szenátori rendnek az a vágya is, milyennek szeretné látni a számára is elfogadható császárt.

### Hatása, utóélete
Ifjabb Plinius panegyricusa a fejedelmi tükrök hagyományait folytatja, mint például Cicero Pro Marcello és Seneca De clementia című műveit. Plinius olyan császárideált körvonalaz, amely hosszú ideig hatott. A császár aláveti magát a törvényeknek, a consulokat társainak tekinti. Nem véletlen, hogy a Galliában összeállított panegyricus-gyűjtemény, a Panegyrici Latini (12 beszéd) számára ifjabb Plinius szolgáltatta a mintát, s fennmaradását is ennek köszönheti, hiszen ebben a gyűjteményben maradt beszéde az utókorra.